# جسر الجمرات
جسر الجمرات هو جسر في منطقة منى في مكة المكرمة مخصص لسير الحجاج إلى الجمرات أثناء موسم الحج، وهو يضم الجمرة الصغرى، الجمرة الوسطى، جمرة العقبة وتسمى الجمرة الكبرى، يمر من خلاله 300 ألف حاج في الساعة، وقد شهد هذا الجسر العديد من حوادث التدافع بين الحجاج أدت إلى وفاة المئات. وقد تم هدم الجسر القديم وتم إنشاء جسر آخر بديل، يبلغ طوله 950 م وعرضه 80 م، مكون من 5 طوابق ارتفاع كل دور 12م، تبلغ المساحة الإجمالية لموقع الجسر أكثر من 200 ألف م2.

## نبذة تاريخية

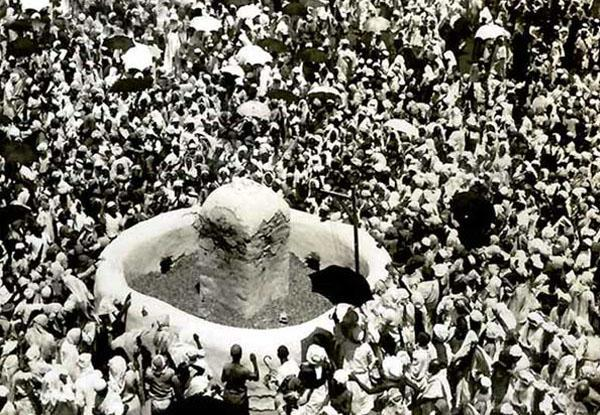
رمي الجمرات عام 1942.

شهد جسر الجمرات منذ إنشائه عام 1974 عددا من الأعمال التطويرية بتوسعته بعرض 40 مترا وبمطلعين من الجهة الشرقية والغربية ومنحدرين بجوار جمرة العقبة من الدور العلوي من الجهة الشمالية والجنوبية وذلك لنزول الحجاج. وتواصل الاهتمام بتطوير الجسر ليشهد في عام 1978 تنفيذ منحدرات من الخرسانة المسلحة (مطالع ومنازل) إلى المستوى الثاني من الجمرات على جانبي الجسر مقابل الجمرة الصغرى.
وفي عام 1982 شهد الجسر توسعة بزيادة عرضه إلى 20 مترا وبطول 120 مترا من الجهة الشمالية الموالية للجمرة الصغرى إضافة إلى توسعة أخرى عام 1987 بزيادة عرضه إلى 80 مترا وبطول 520 متر وتوسيع منحدر الصعود إلى 40 مترا بطول 300 متر وإنشاء خمسة أبراج للخدمات على جانبي الجسر وتنفيذ اللوحات الإرشادية والإنارة والتهوية وبلغت مساحته الإجمالية 600ر57 متر مربع.
ودخل جسر الجمرات مرحلة جديدة من التنظيم والتطوير إذ أجريت في عام 1995 عملية تعديل على مراحل مختلفة وبشكل جمع بين منظر الجسر وتمثيل حركة الحجاج عليه اعقبتها تعديلات مماثلة عام 2005 شملت بنية الجسر وتعديل شكل الأحواض من الشكل الدائري إلى البيضاوي وتعديل الشواخص.

## مشروع جسر الجمرات الجديد

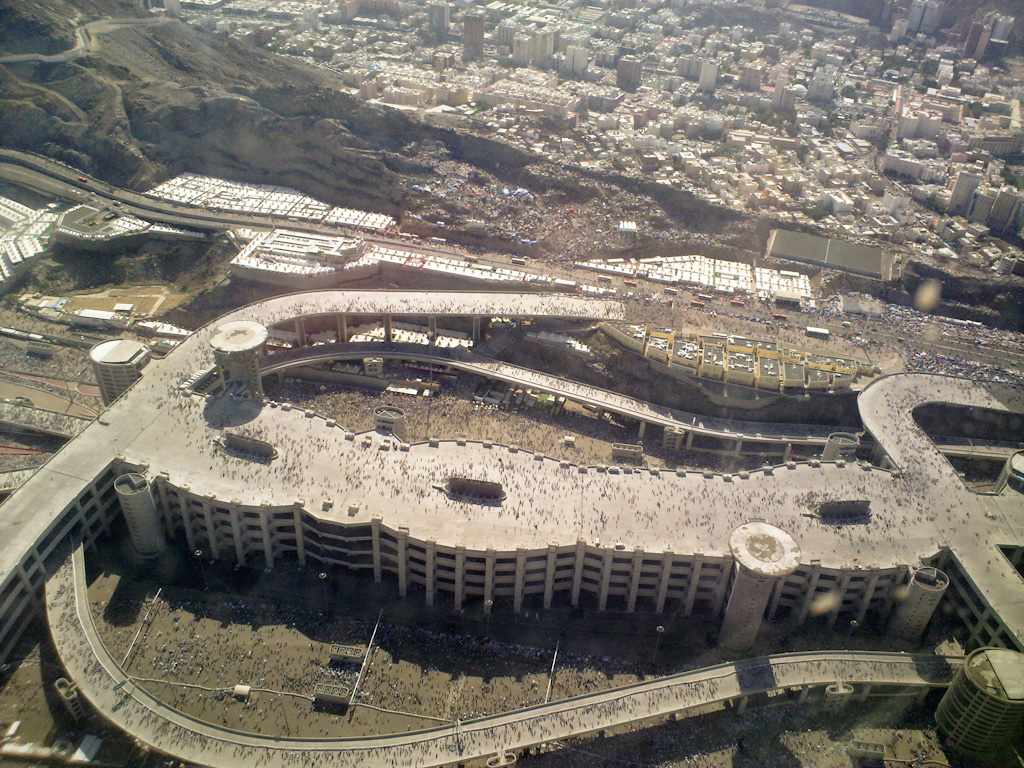
صورة جوية لجسر الجمرات

يتكون الجسر الجديد الذي بلغ طوله 950 مترا وعرضه 80 مترا من خمسة أدوار. ووفقا للمواصفات فإن أساسات المشروع قادرة على تحمل 12 طابقا وخمسة ملايين حاج في المستقبل إذا دعت الحاجة لذلك ويرتفع الدور الواحد 12 مترا فيما يتضمن ثلاثة أنفاق وأعمال انشائية مع إمكانية التطوير المستقبلي.
ويوفر المشروع 11 مدخلا للجمرات و12 مخرجا في الاتجاهات الأربعة إضافة إلى تزويده بمهابط لطائرات مروحية لحالات الطوارئ ونظام تبريد متطور يعمل بنظام التكييف الصحراوي يضخ نوعا من الرذاذ على الحجاج والمناطق المحيطة بالجمرات مما يؤدي لخفض درجة الحرارة إلى نحو 29 درجة وأنفاقا أرضية - ورافقت مشروع تطوير جسر الجمرات تنفيذ مشاريع جديدة في منطقة الجمرات شملت إعادة تنظيم المنطقة وتسهيل عملية الدخول إلى الجسر عبر توزيعها على 6 اتجاهات منها 3 من الناحية الجنوبية و 3 من الناحية الشمالية وتنظيم الساحات المحيطة بجسر الجمرات لتفادي التجمعات بها والسيطرة على ظاهرة الافتراش حول الجسر إلى جانب مسارات الحجاج. وسيساعد المشروع على تنظيم وتخصيص الأماكن المناسبة للخدمات مثل الاغذية وأماكن الحلاقة ودورات المياه والخدمات الطبية والاسعافية وقوات الدفاع المدني والأمن العام.
ولتحقيق أعلى درجات الأمن والسلامة زود المشروع بآلات تصوير تقنية مطورة موزعة في عدة أماكن ومتصلة بغرفة العمليات التي تشرف على الجسر والساحة المحيطة به لمراقبة الوضع بصورة عامة واتخاذ الاجراءات المناسبة وقت وقوع أي طارئ.

## معرض صور

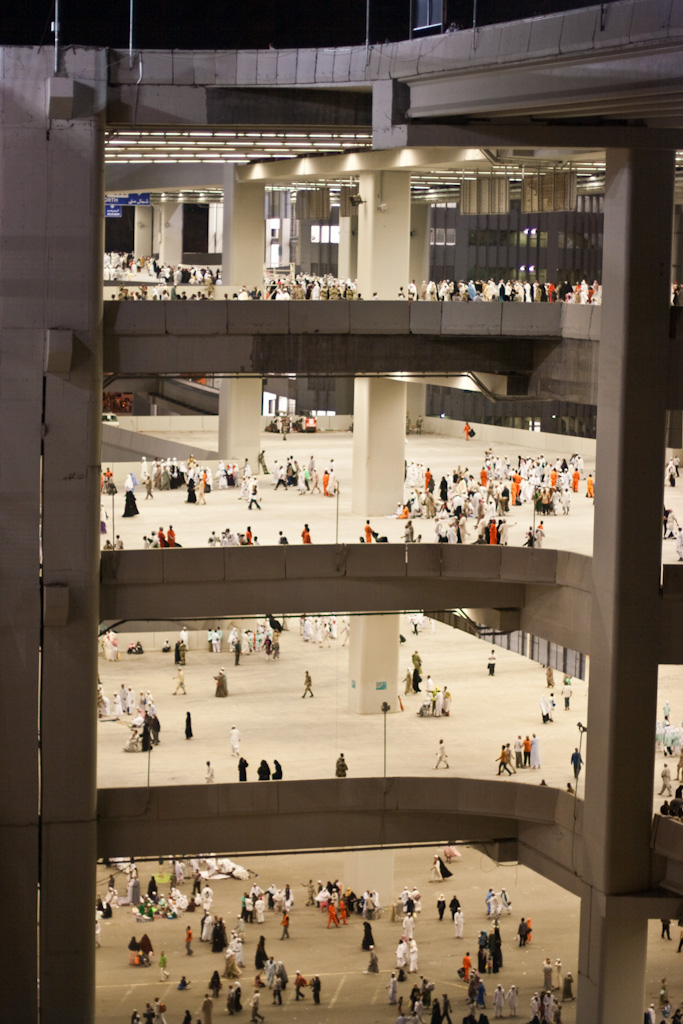
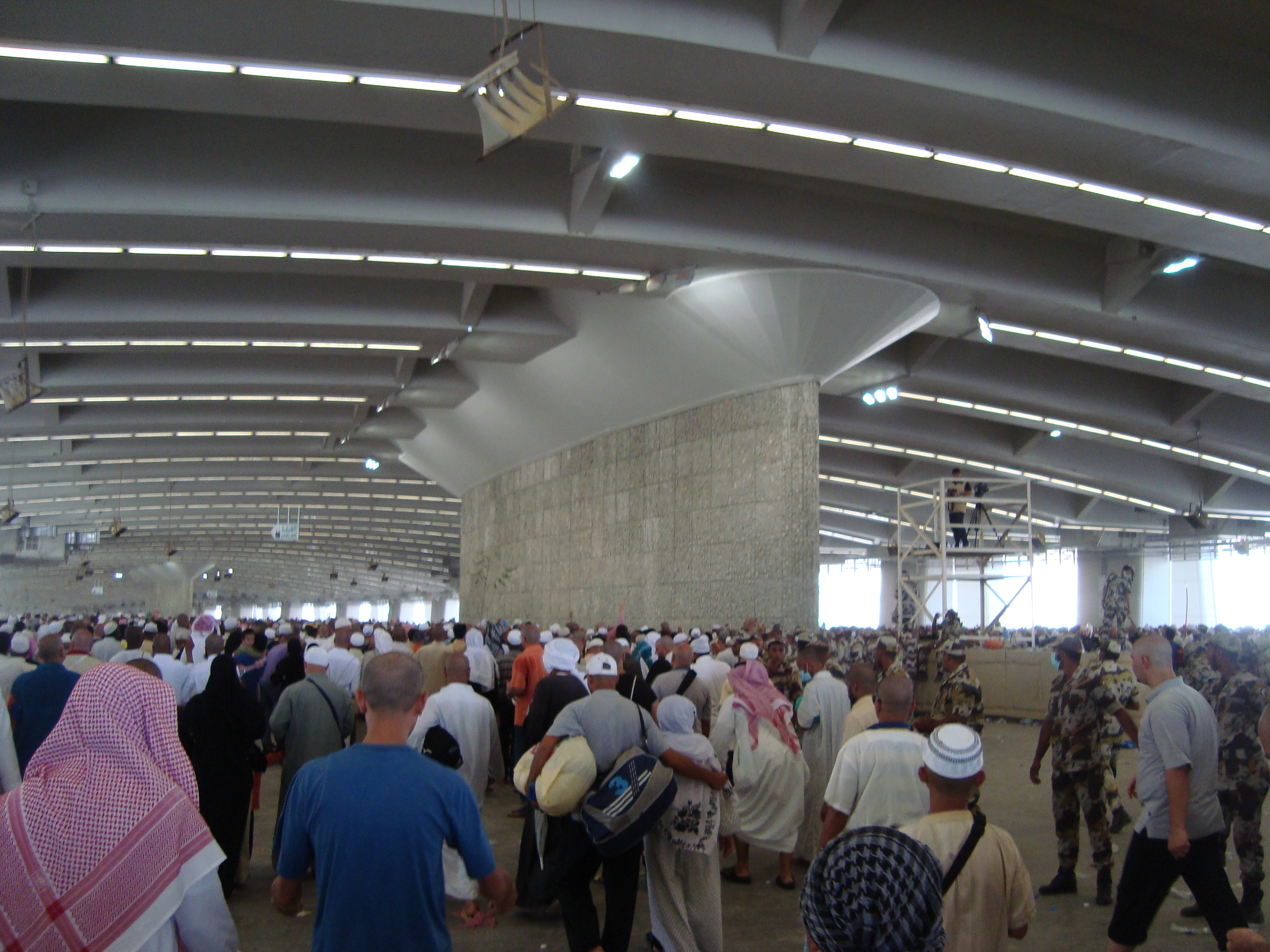
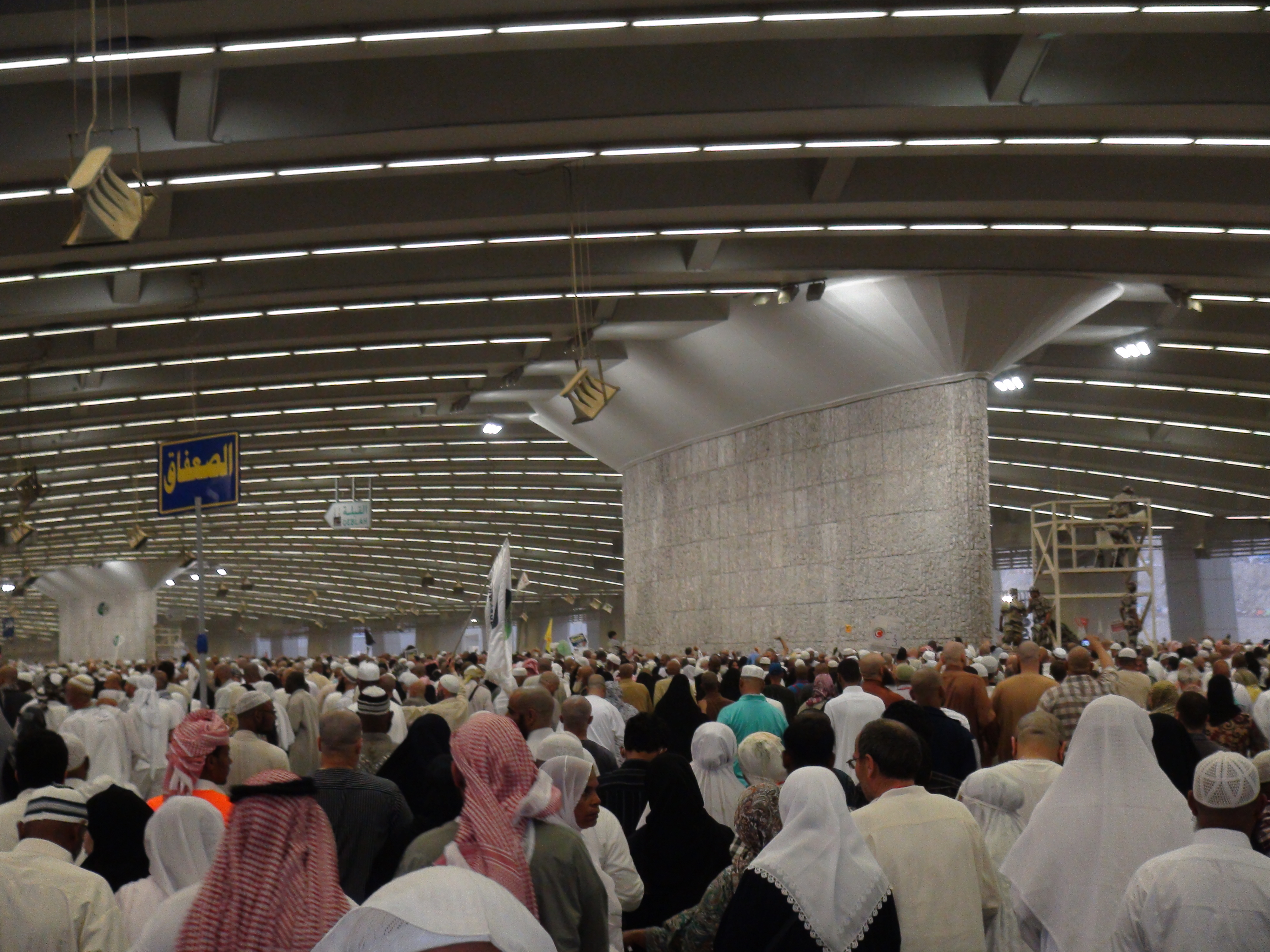
الشكل النهائي للجسر بعد الانتهاء منه
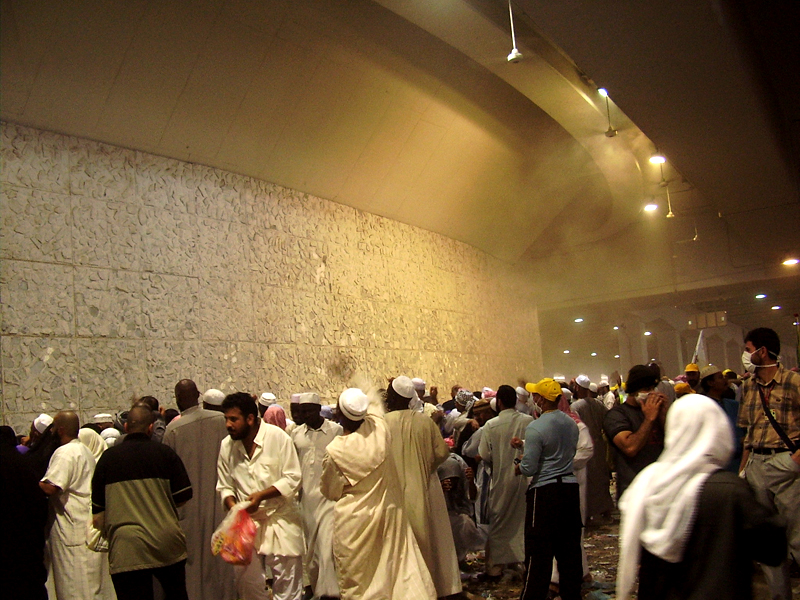
شاهد الجمرات
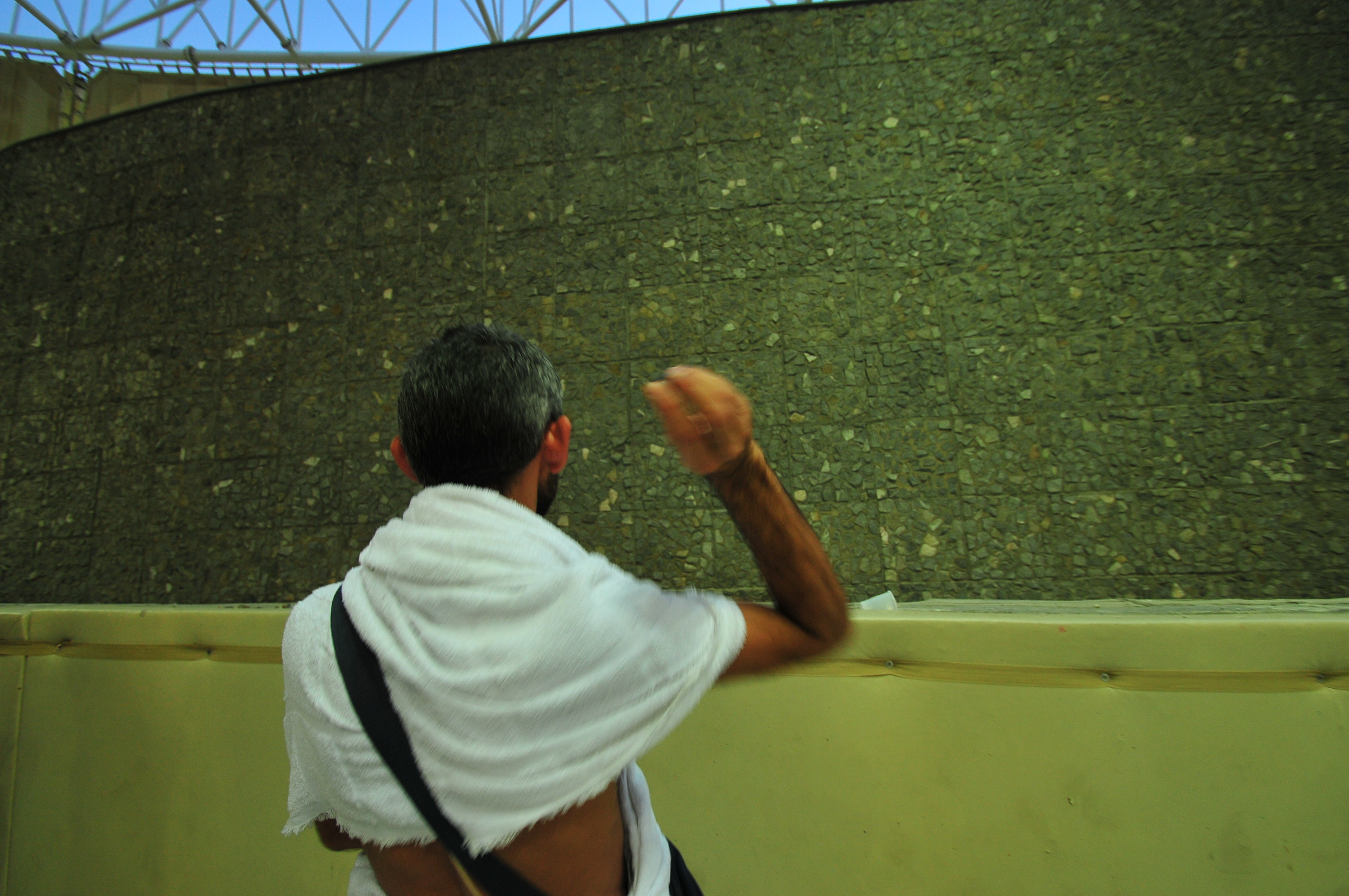
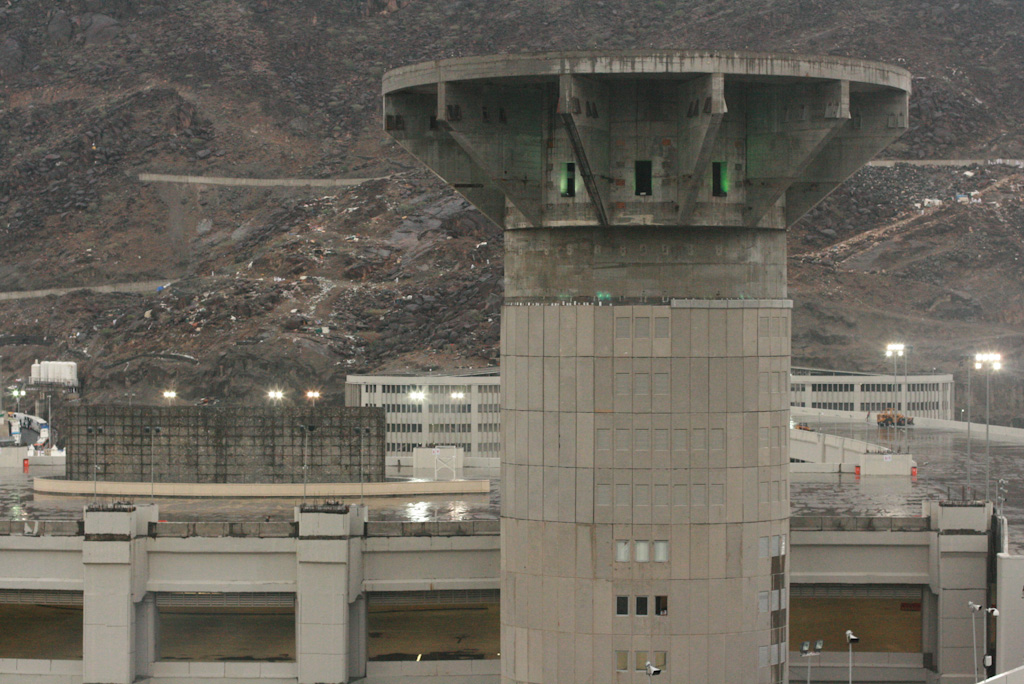
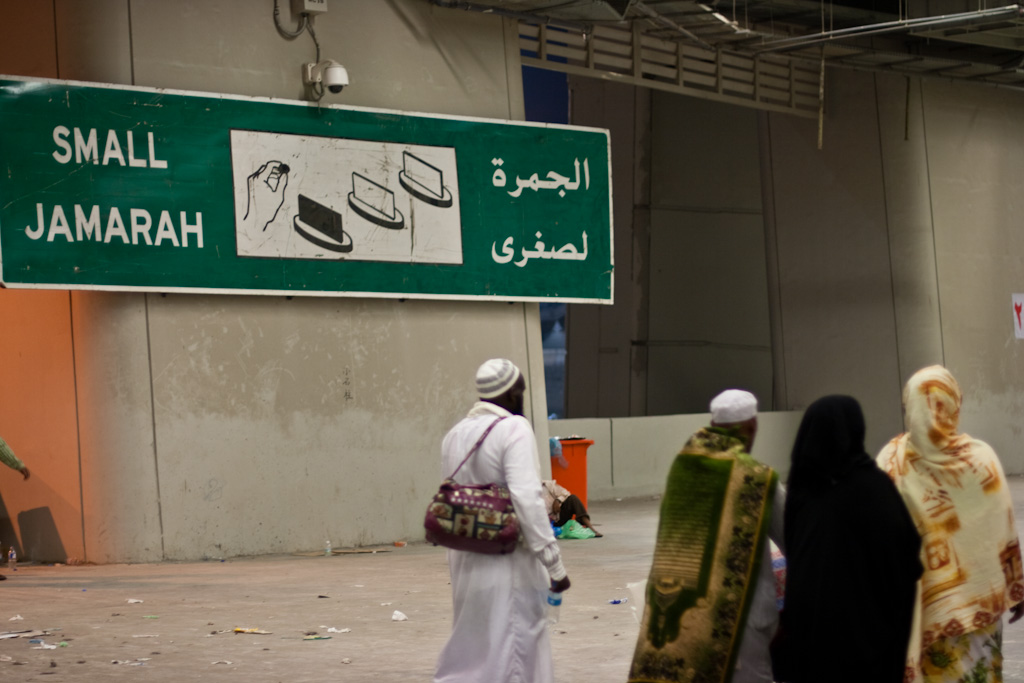
الجمرة الصغرى
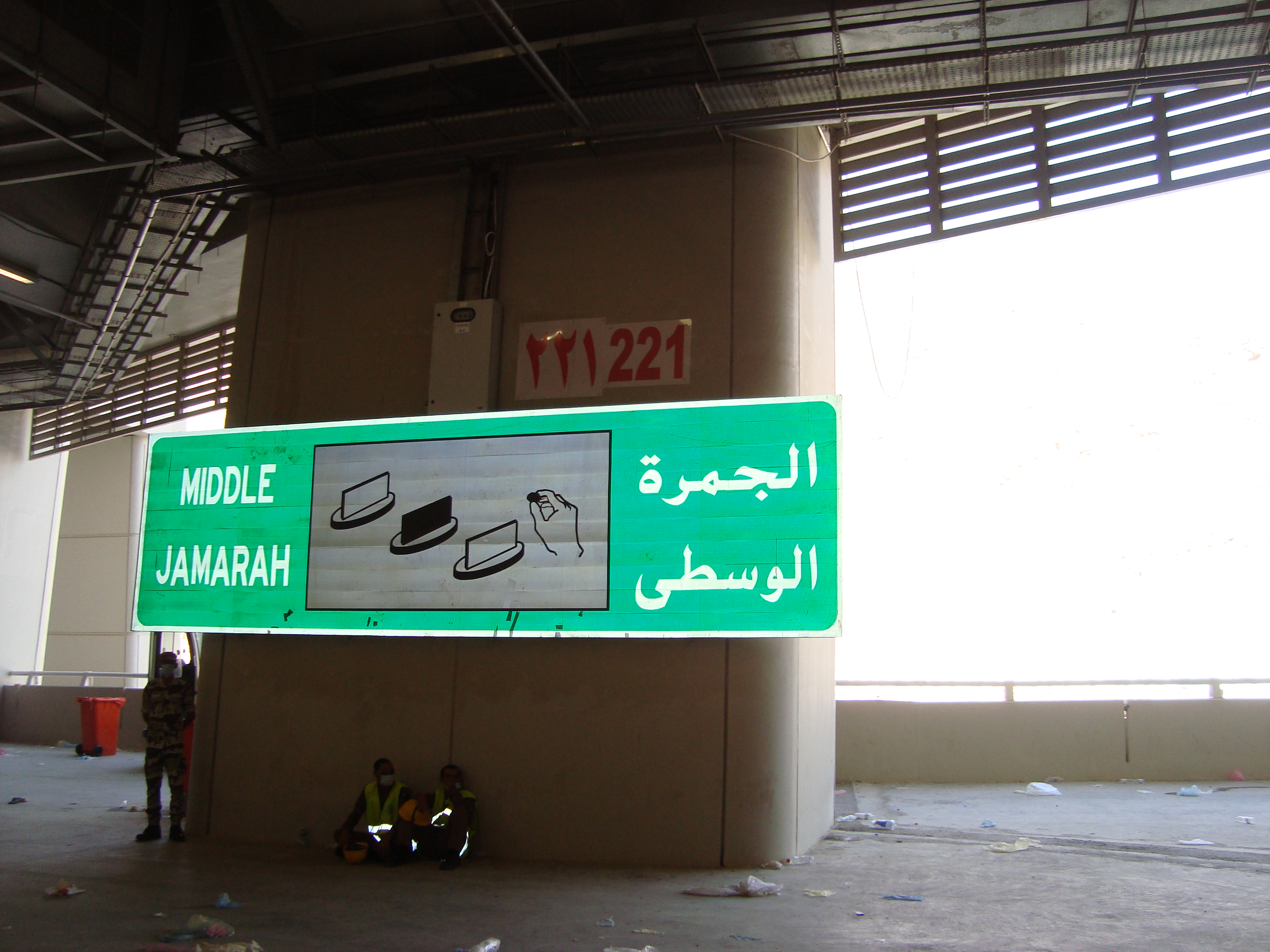
الجمرة الوسطى
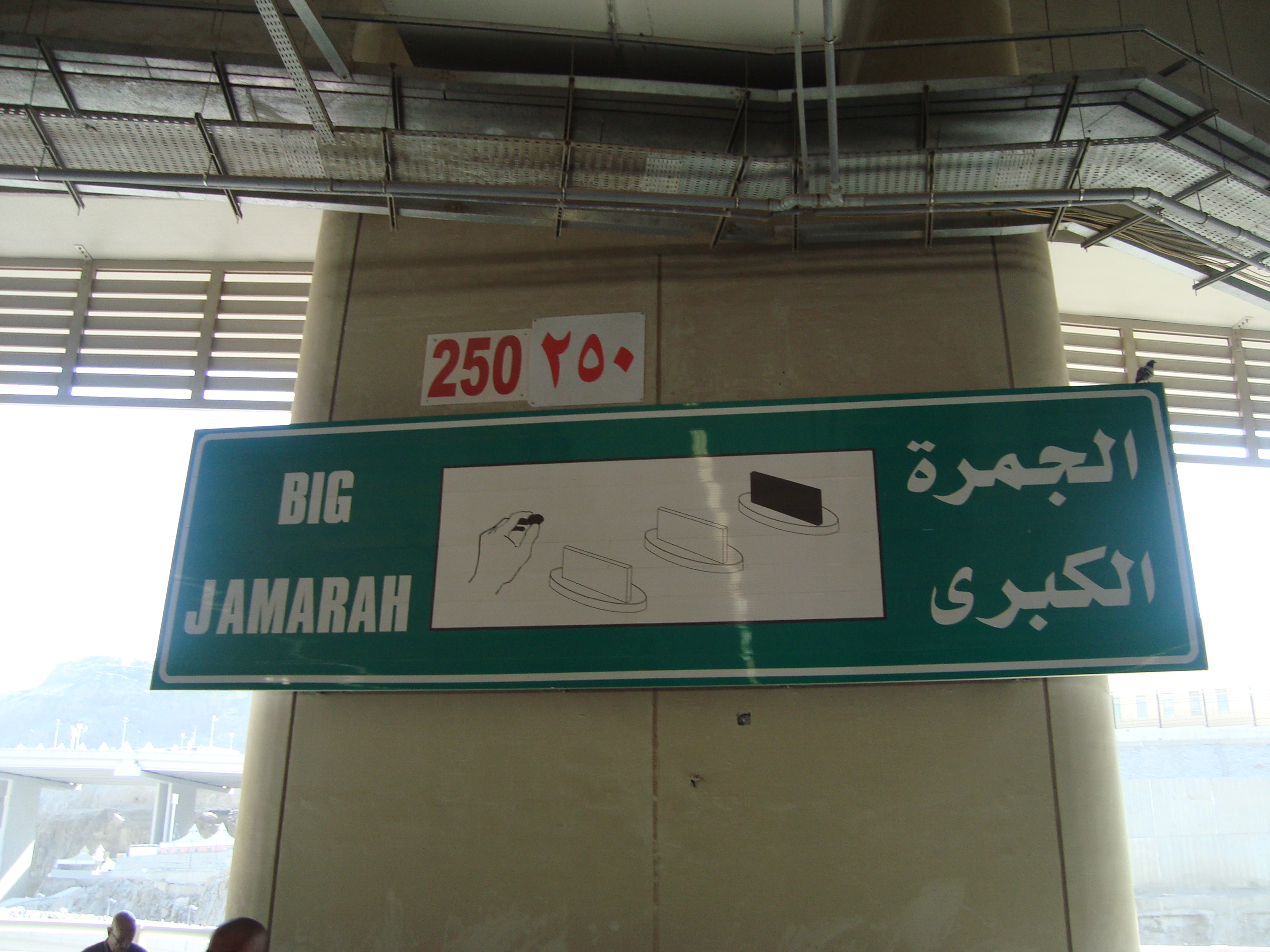
الجمرة الكبرى
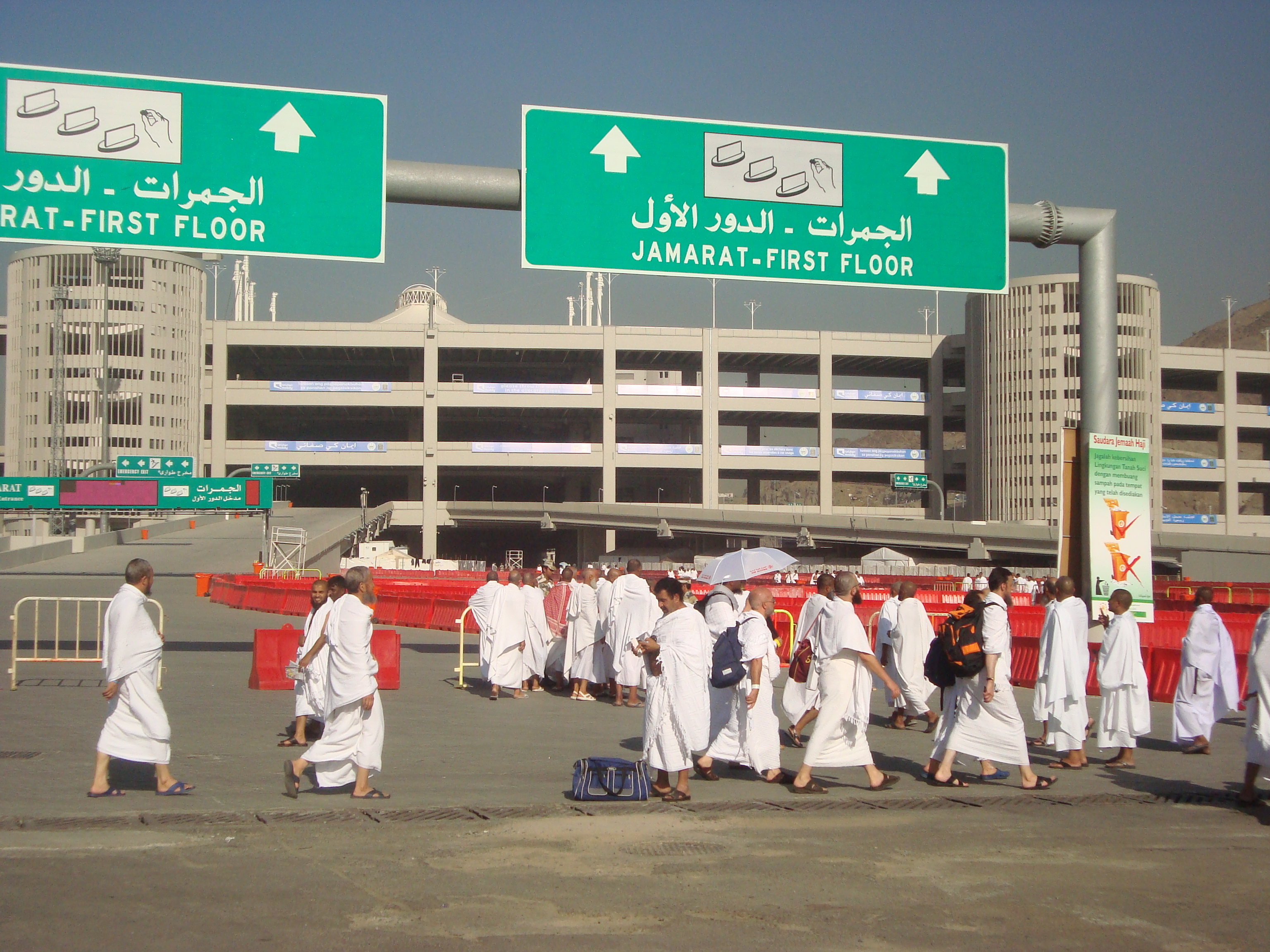
مدخل الطابق الأول
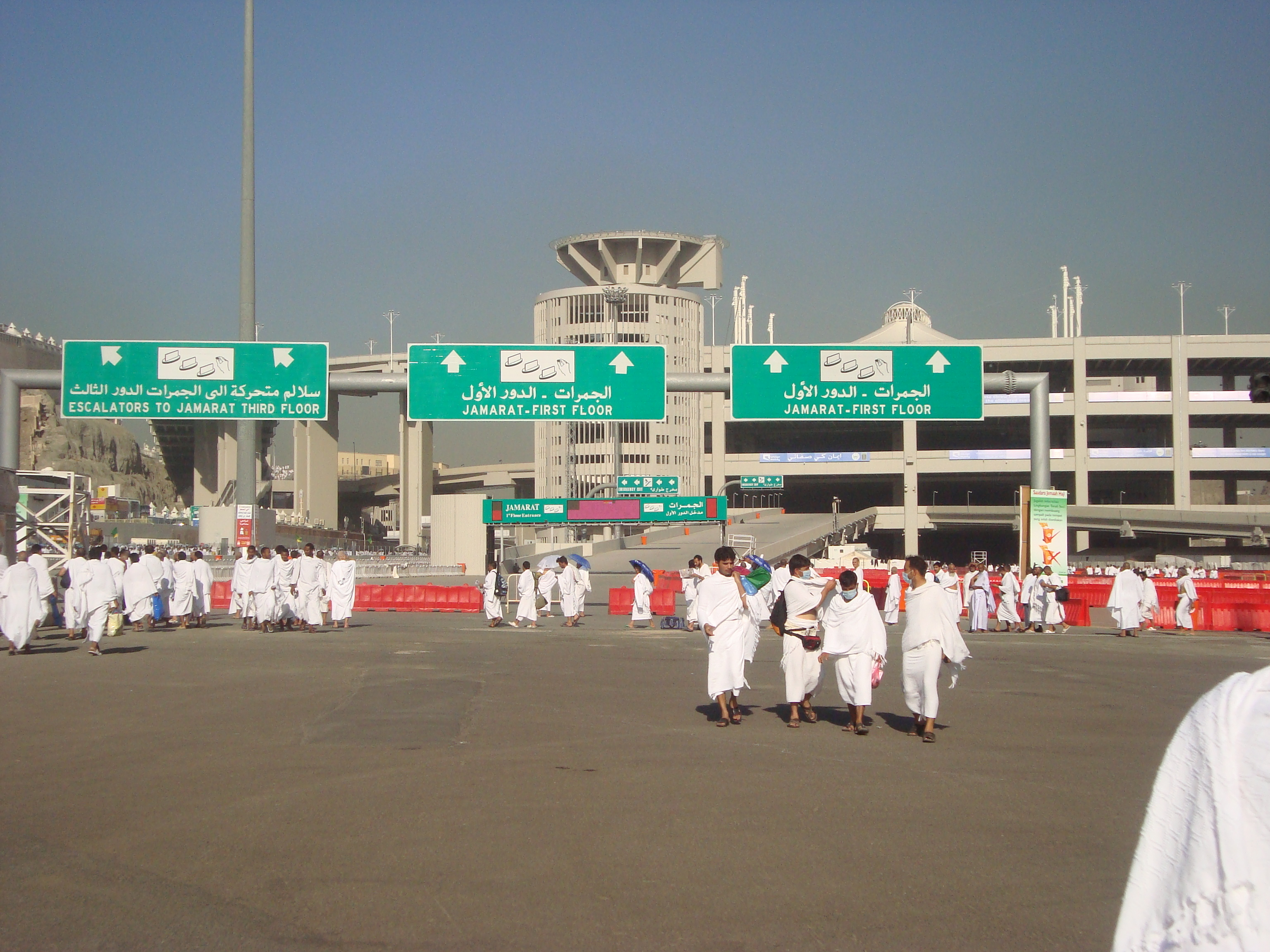
مدخل الطابق الأول
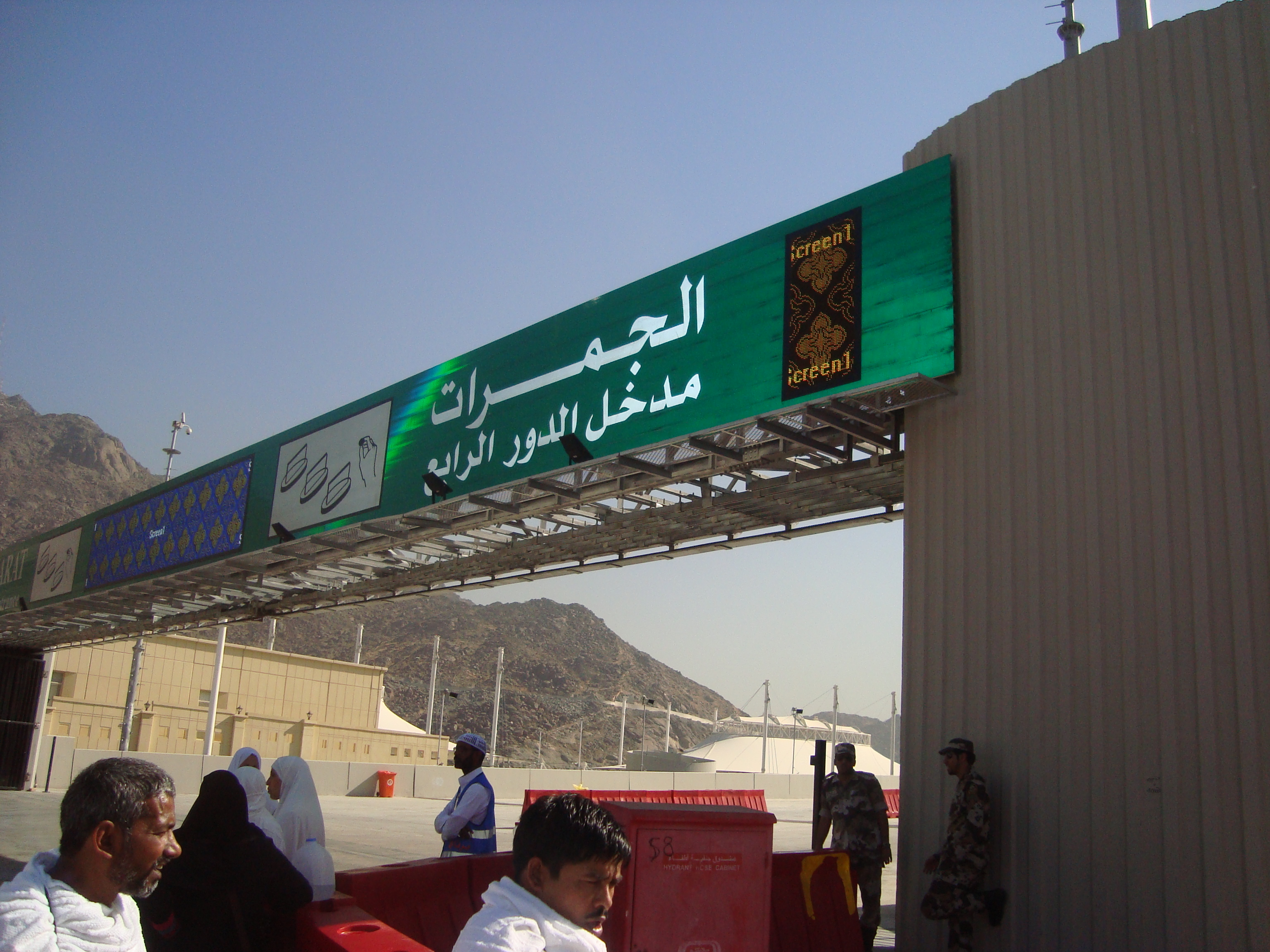
مدخل الطابق الرابع
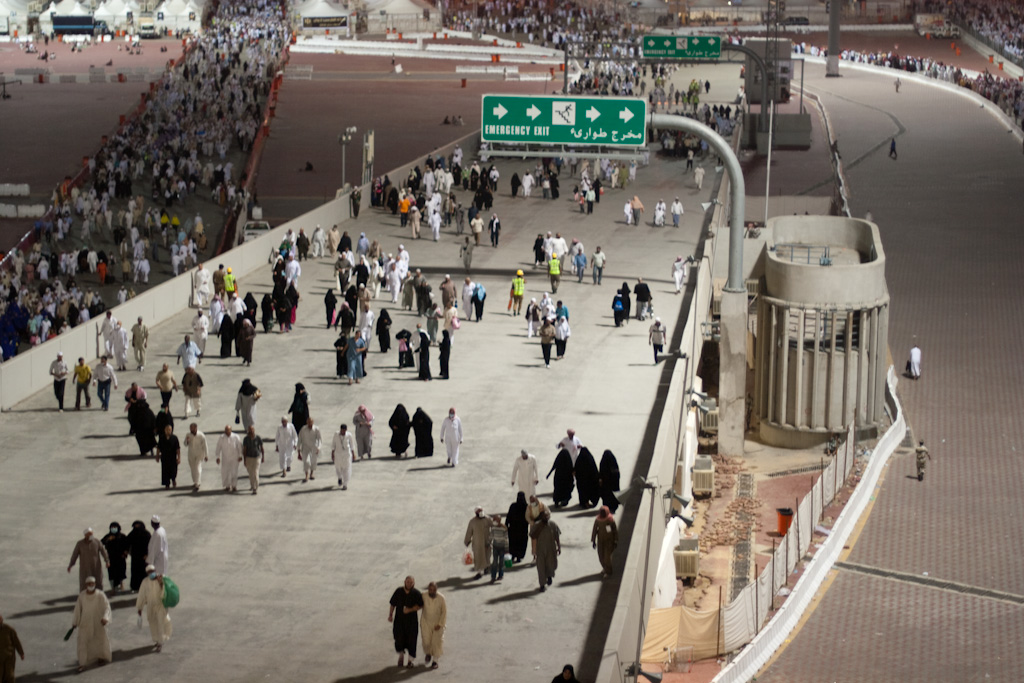
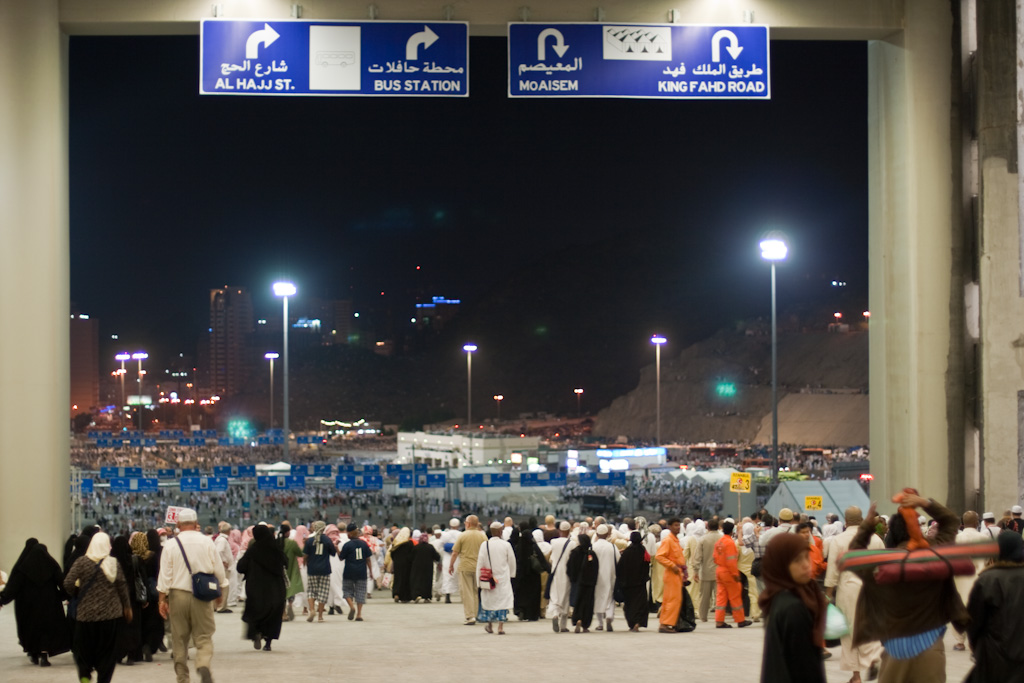
المخرج
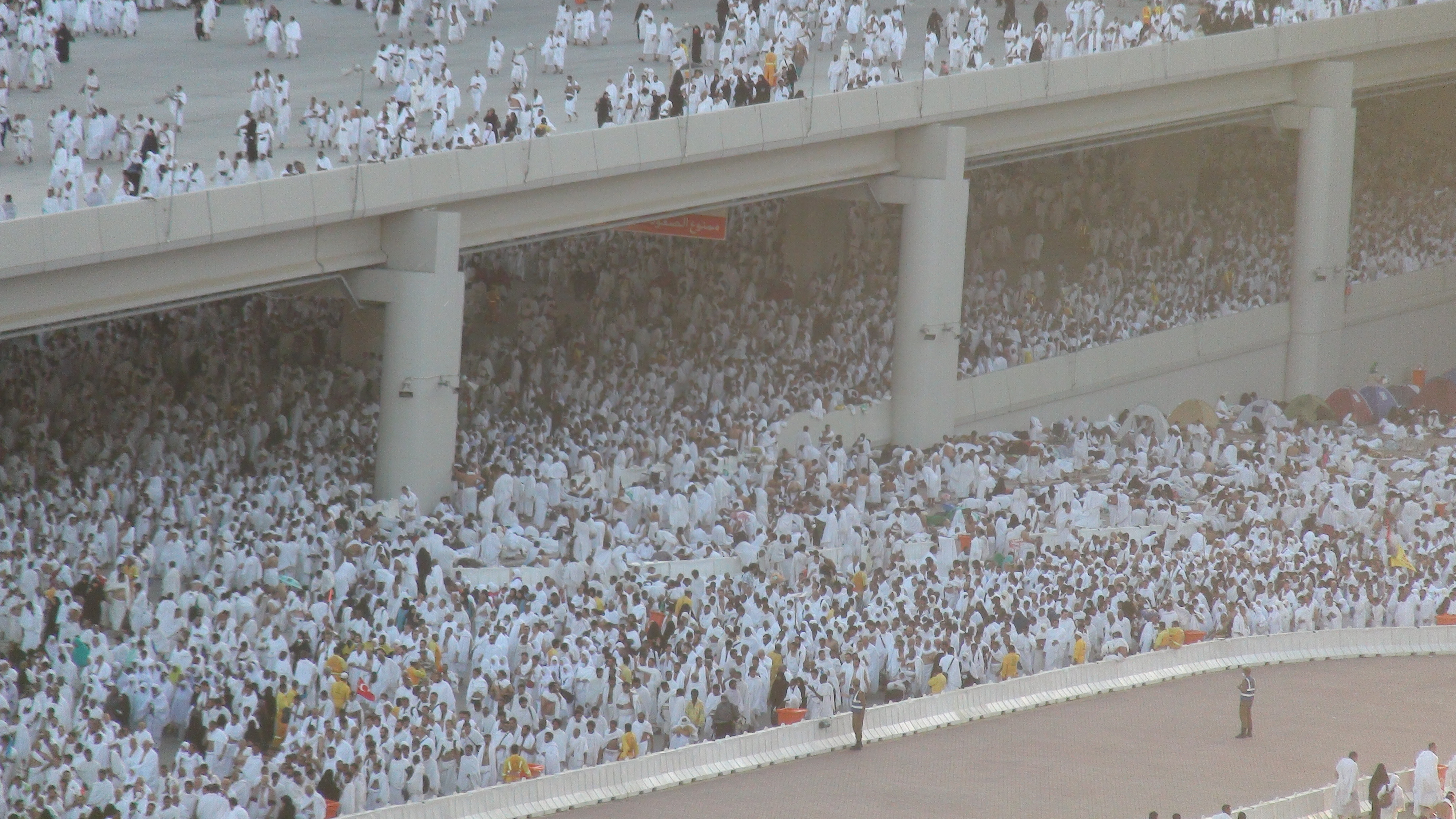
رمي الجمرات